# Амнион

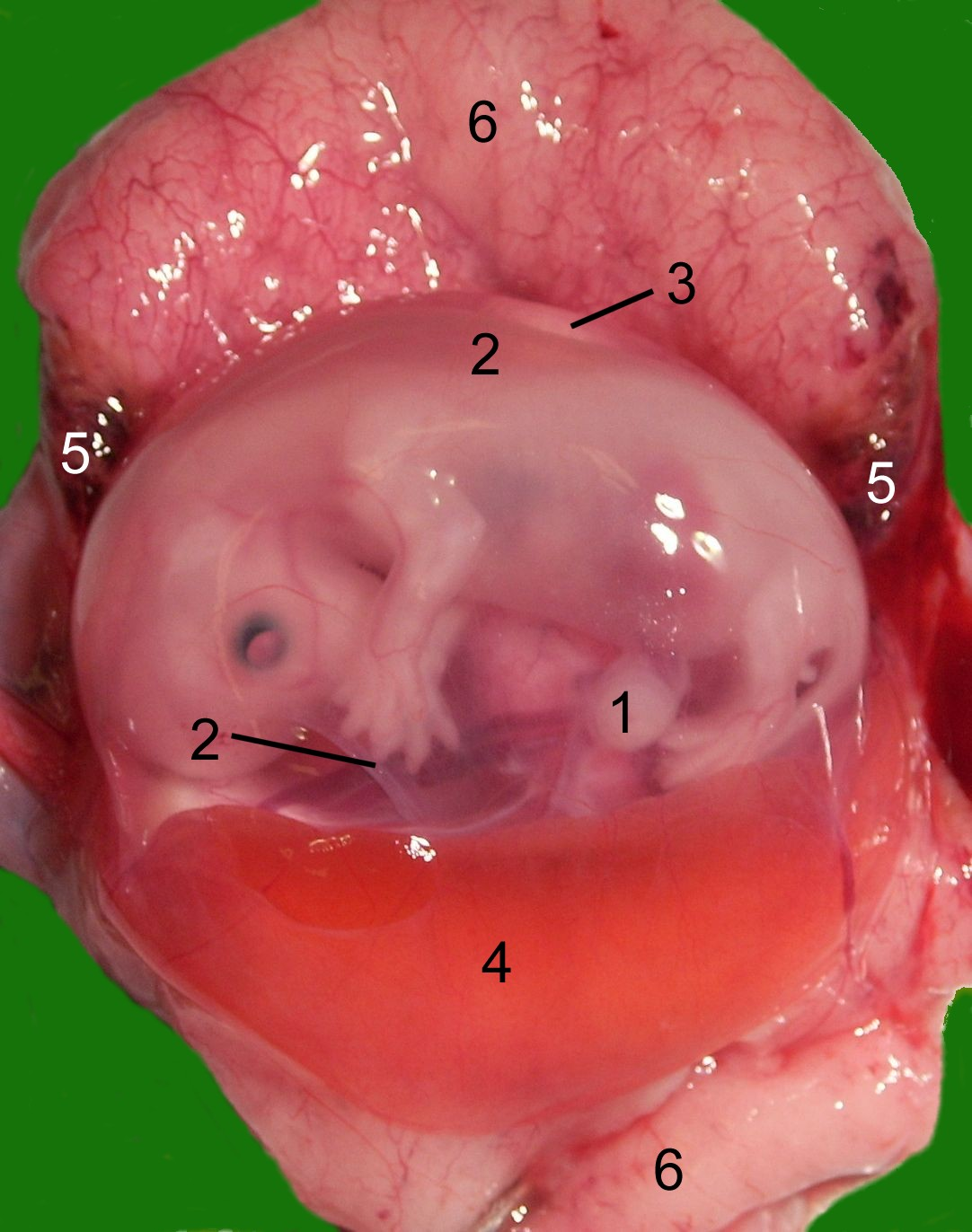
Строение матки кошки с зародышем во время беременности:
,
,
,
,
,

Амнио́н (др.-греч. ἀμνίον), Амниотический мешок, Амниотический пузырь или Водная оболочка — одна из зародышевых оболочек у эмбрионов пресмыкающихся, птиц, млекопитающих.
Эволюционно амнион возник для защиты эмбрионов от высыхания при развитии вне водной среды. Поэтому позвоночных животных, откладывающих яйца (рептилии и птицы), а также млекопитающих относят к группе амниот («Животные с яйцевыми оболочками»). Предшествующие классы и надклассы позвоночных (головохордовые, круглоротые, рыбы, земноводные) откладывают икру в водную среду, поэтому им не требуется водная оболочка. Эти классы животных объединяют в группу анамний. В отличие от анамний, амниотам не требуется водная среда для размножения и раннего развития, поэтому амниоты не привязаны к водоёмам. В этом состоит эволюционная роль амниона.
Амнион развивается из эктобластического пузырька, складками наружного и среднего зародышевых листков (эктодермы и мезенхимы) и образует заполненную плодной жидкостью полость, предохраняющую зародыш от механических повреждений и обеспечивающую водную среду для его развития. В тесной связи с амниотической растёт серозная оболочка (сероза). При родах млекопитающих водная оболочка лопается, воды вытекают, а остатки амниона на теле новорождённого часто называют «рубашечкой», которая повсеместно с давних времён является знаком удачи и прочих суеверий (отсюда, в частности, русская поговорка про тех, кто «в рубахе родился»).